# Алберто Латуада
Алберто Латуада (на италиански: Alberto Lattuada) е италиански филмов режисьор, сценарист, актьор, филмов продуцент, филмов критик и критик на изкуството.
Интелектуалец с еклектична личност, със страст към литературата, изкуството и фотографията, той е най-известен с пренасянето на екран на много известни романи и на някои колосални произведения и на малкия екран. В дългата си кариера открива и лансира много актьори и актриси като Марина Берти, Карла Дел Поджо (по-късно негова съпруга), Валерия Морикони, Жаклин Сасар, Катрин Спаак, Далила Ди Ладзаро, Тереза Ан Савой, Настася Кински, Клио Голдсмит, Барбара Де Роси и Софи Дуез.

## Биография
Алберто Латуада е роден във Ваприо д'Ада, син е на композитора Феличе Латуада. Първоначално той се интересува от литература, като все още е студент, член на редакционната колегия на антифашистката „Camminare ...“ (1932) и част от групата на артистите „Corrente di Vita“ (1938). Преди да влезе във филмовия бизнес, баща му го накарал да завърши обучението си като архитект, въпреки че желае да прави филми. През 1940 година започва кино кариерата си като сценарист и помощник-режисьор на „Старомоден свят“ на Марио Солдати. През 1943 г. режисира първия си филм - „Джакомо идеалиста“. Съвместно с Федерико Фелини режисират „Светлините на вариетето“ (1951). Неговият филм „Степта“ (1962) е включен в 12-ия Международен филмов фестивал в Берлин. През 1970 година е член на журито на 20-ия Международен филмов фестивал в Берлин.
Жени се за актрисата Карла дел Поджо. Той почива на 90-годишна възраст от болестта на Алцхаймер. Погребан е в параклиса на семейството си в гробището на Моримондо.

## Филмография

### Режисьор
| година | филм                               | оригинално заглавие                        | бележки                          |
| ------ | ---------------------------------- | ------------------------------------------ | -------------------------------- |
| 1943   | Джакомо идеалистът                 | Giacomo l'idealista                        |                                  |
| 1943   | Стрелата в хълбока                 | La freccia nel fianco                      | завършен с Марио Коста през 1945 |
| 1945   | Нашата война                       | La nostra guerra                           | документален късометражен филм   |
| 1946   | Бандитът                           | Il bandito                                 |                                  |
| 1947   | Престъплението на Джовани Епископо | Il delitto di Giovanni Episcopo            |                                  |
| 1948   | Без милост                         | Senza pietà                                |                                  |
| 1949   | Мелницата на По                    | Il mulino del Po                           |                                  |
| 1951   | Светлините на вариетето            | Luci del varietà                           | сърежисьор Федерико Фелини       |
| 1951   | Анна                               | Anna                                       |                                  |
| 1952   | Палтото                            | Il cappotto                                |                                  |
| 1953   | Вълчицата                          | La lupa                                    |                                  |
| 1953   | Любовта в града                    | L'amore in città (Gli italiani si voltano) | сегмент Gli italiani si voltano  |
| 1954   | Плажът                             | La spiaggia                                |                                  |
| 1954   | Основно училище                    | Scuola elementare                          |                                  |
| 1957   | Гуендалина                         | Guendalina                                 |                                  |
| 1958   | Бурята                             | La tempesta                                |                                  |
| 1960   | Сладки заблуди                     | Dolci inganni                              |                                  |
| 1960   | Писма на една послушница           | Lettere di una novizia                     |                                  |
| 1961   | Непредвидимото                     | L'imprevisto                               |                                  |
| 1962   | Мафиозо                            | Mafioso                                    |                                  |
| 1962   | Степта                             | La steppa                                  |                                  |
| 1965   | Мандрагола                         | La mandragola                              |                                  |
| 1966   |                                    | Matchless                                  |                                  |
| 1967   | Дон Джовани в Сицилия              | Don Giovanni in Sicilia                    |                                  |
| 1969   | Госпожица Доктор                   | Fräulein Doktor                            |                                  |
| 1969   | Приятелката                        | L'amica                                    |                                  |
| 1970   | Елате да изпите едно кафе при нас  | Venga a prendere il caffè da noi           |                                  |
| 1972   | Бяло, червено и...                 | Bianco, rosso e...                         |                                  |
| 1973   | Аз бях!                            | Sono stato io!                             |                                  |
| 1974   | Ще Ви бъда като баща               | Le farò da padre                           |                                  |
| 1976   | Кучешко сърце                      | Cuore di cane                              |                                  |
| 1976   | О, Серафина!                       | Oh, Serafina!                              |                                  |
| 1978   | Остани какъвто си                  | Così come sei                              |                                  |
| 1980   | Щурецът                            | La cicala                                  |                                  |
| 1986   | Трън в сърцето                     | Una spina nel cuore                        |                                  |
| 1989   | 12 режисьора за 12 града           | 12 registi per 12 città                    | еп. Genova, документален филм    |

### Актьор
| година | филм                  | оригинално заглавие      | роля       | режисьор          |
| ------ | --------------------- | ------------------------ | ---------- | ----------------- |
| 1955   | Герой на нашето време | Un eroe dei nostri tempi | Директорът | Марио Моничели    |
| 1994   | Бик                   | Toro                     | Коломбани  | Карло Мадзакурати |

### Сценарист
- Piccolo mondo antico, реж. Марио Солдати (1941)
- Sissignora, реж. Фердинандо Мария Поджоли (1941)
- Il cappello da prete, реж. Фердинандо Мария Поджоли (1944)

### Телевизионен режисьор
- Fanciulle in fiore (1977) - тв репортаж за предаването Odeon. Tutto quanto fa spettacolo на Брандо Джордани и Емилио Равел
- Cristoforo Colombo (1985) - тв сериал
- Due fratelli (1987) - тв минисериал
- Mano rubata (1989) - тв среднометражен филм